# Reunion (Gary Burton)
Reunion is een studioalbum van Gary Burton. De titel voert terug op de herontmoeting van Gary Burton met gitarist Pat Metheny. Zij kenden elkaar vanaf 1973 toen een eerdere samenwerking (op podium en albums) plaatsvond. Metheny was destijds een soort beschermeling van Burton; het was dan ook Burton die hem adviseerde te gaan studeren aan het Berklee College of Music. Burton lijfde hem ook deels in zijn kwartet annex kwintet. In 1977 zeiden de heren elkaar vaarwel, de solocarrière van Metheny schoot omhoog. In 1988 zagen Burton en Metheny elkaar weer. Tijdens het jazzfestival in Montréal was hoofdgast Metheny en Burton werd gevraagd weer eens met hem te spelen. Dat leidde tot een optreden daar en deze plaatopname. De opnamen vonden plaats in studio A van de Power Station in New York. Het album werd mede geproduceerd door Dave Grusin en Larry Rosen.  
Het album haalde een eerste plaats in de jazzalbumlijst van Billboard.

## Musici
- Gary Burton – vibrafoon, marimba
- Pat Metheny – gitaar
- Mitchel Forman – toetsinstrumenten
- Will Lee – basgitaar
- Peter Erskine – slagwerk

## Muziek
| Nr. | Titel                                    | Duur |
| --- | ---------------------------------------- | ---- |
| 1.  | Autumn (Polo Orti)                       | 4:24 |
| 2.  | Reunion (Forman)                         | 5:15 |
| 3.  | Origin (Forman)                          | 6:31 |
| 4.  | Will you say you will (Vince Mendoza)    | 4:55 |
| 5.  | House on the hill (Pat Metheny)          | 5:40 |
| 6.  | Panama (Paul Meyers)                     | 5:38 |
| 7.  | Chairs and children (Vince Mendoza)      | 5:55 |
| 8.  | Wasn’t always easy (Pat Metheny)         | 5:06 |
| 9.  | The chief (Pat Metheny)                  | 4:16 |
| 10. | Tiempos felice (Happy times) (Polo Orti) | 4:13 |
| 11. | Quick and running (Polo Orti)            | 6:42 |